# Angel Cat Sugar
Angel Cat Sugar (jap.エンジェル キャット シュガー, Enjeru Kyatto Shugā) ist eine fiktive Figur der japanischen Designerin Yuko Shimizu, welche 1974 auch den Charakter Hello Kitty erfand.

## Geschichte
Yuko Shimizu fand laut eigener Aussage auf der Straße eine weiße Katze mit zwei Kätzchen, die sie auf den Namen Pīchan taufte und mit nach Hause nahm. Laut Shimizu soll Pīchan dort ihre eigenen Kätzchen und zwei fremde Kätzchen aufgezogen haben und nach dem Stillen verschwunden sein.
Dieses Ereignis inspirierte Yuko Shimizu zu Angel Cat Sugar, die eine Botschafterin der Güte und des Mitgefühls sein soll.

## Beschreibung
Angel Cat Sugar ist eine weiße Katze, die Flügel hat und eine Krone trägt, die sie durch die Heilung eines verletzten Vogels erhielt. Auch rührt ihr Name von diesem Ereignis her. Ihr werden heilende Kräfte zugeschrieben und sie tritt zusammen mit ihren Freunden, den drei Mäusen Basil, Parsley und Thyme auf. Im Gegensatz zu Hello Kitty hat Angel Cat Sugar einen Mund, Wimpern, Augenbrauen, Finger und Zehen.

## Vermarktung
2003 kam Angel Cat Sugar in Japan auf dem Markt, um  auf die sinkende Nachfrage nach Hello-Kitty-Produkten zu reagieren. Inzwischen sind Angel-Cat-Sugar-Artikel auch in anderen Ländern erhältlich. Die Rechte für die Lizenzprodukte liegen in Deutschland, Österreich und der Schweiz für Bettwäsche, Kissen, Handtücher und Teppiche bei Herding, für Keramiken, Uhren, Gläser, Schreibutensilien usw., bei United Labels für die Bilderbücher bei Edel:Kids und für Geschenkwaren bei P:OS Handels GmbH. Nur für Kleidung liegen sie in Deutschland bei Tex-Ass.

### Spiele
- 16. September 2009: Angel Cat Sugar (NDS)[6]
- 16. September 2009: Angel Cat Sugar (PC)[7]

## Rezeption
Infolge der Marketingstrategie präsentierten sich in den letzten Jahren diverse Stars mit den Merchandisingartikeln. So präsentierte sich beispielsweise die britische Moderatorin Fearne Cotton mehrfach mit Accessoires mit Angel Cat Sugar als Motiv. Aufgegriffen wurde dies insbesondere in Modemagazinen wie dem More Magazine oder der Mizz.